# Niinisaari (ö i Mellersta Finland, Jyväskylä)
Niinisaari är en ö i Finland. Den ligger i sjön Niinijärvi och i kommunen Urais i den ekonomiska regionen  Jyväskylä ekonomiska region  och landskapet Mellersta Finland, i den centrala delen av landet, 260 km norr om huvudstaden Helsingfors. Öns area är 0,7 hektar och dess största längd är 130 meter i nord-sydlig riktning.